# San Bartolomé de Corneja
San Bartolomé de Corneja es un municipio de España, en la provincia de Ávila, comunidad autónoma de Castilla y León. Pertenece al partido judicial de Piedrahíta. 
San Bartolomé tiene un anejo llamado Palacios de Corneja, situado a menos de un kilómetro, al otro lado del río Corneja.

## Geografía
Tiene una superficie de 7,36 km².

## Demografía
San Bartolomé de Corneja cuenta con una población de 35 habitantes (INE 2024).
| Gráfica de evolución demográfica de San Bartolomé de Corneja entre 1842 y 2021                                        |
| |
| Población de derecho según los censos de población del INE. Población de hecho según los censos de población del INE. |